# ブレンダン・シャルドネ
ブレンダン・シャルドネ（Brendan Chardonnet, 1994年12月22日 - ）は、フランス・サン＝ルナン出身のサッカー選手。スタッド・ブレスト29所属。ポジションはDF。

## 経歴
2012-13シーズンのスタッド・ブレスト29のリーグ・アン降格が決定したのち、パリ・サンジェルマンFC戦でデビュー。2013-14シーズン終了後にはブレストとの契約を延長した。2015年夏にはSASエピナルに買い取りオプションなしで1年間の期限付き移籍をした。
2019年5月にはブレストとの契約を5年間延長した。